# Grielum humifusum
Grielum humifusum är en tvåhjärtbladig växtart som beskrevs av Carl Peter Thunberg. Grielum humifusum ingår i släktet Grielum och familjen Neuradaceae. Utöver nominatformen finns också underarten G. h. parviflorum.

## Bildgalleri

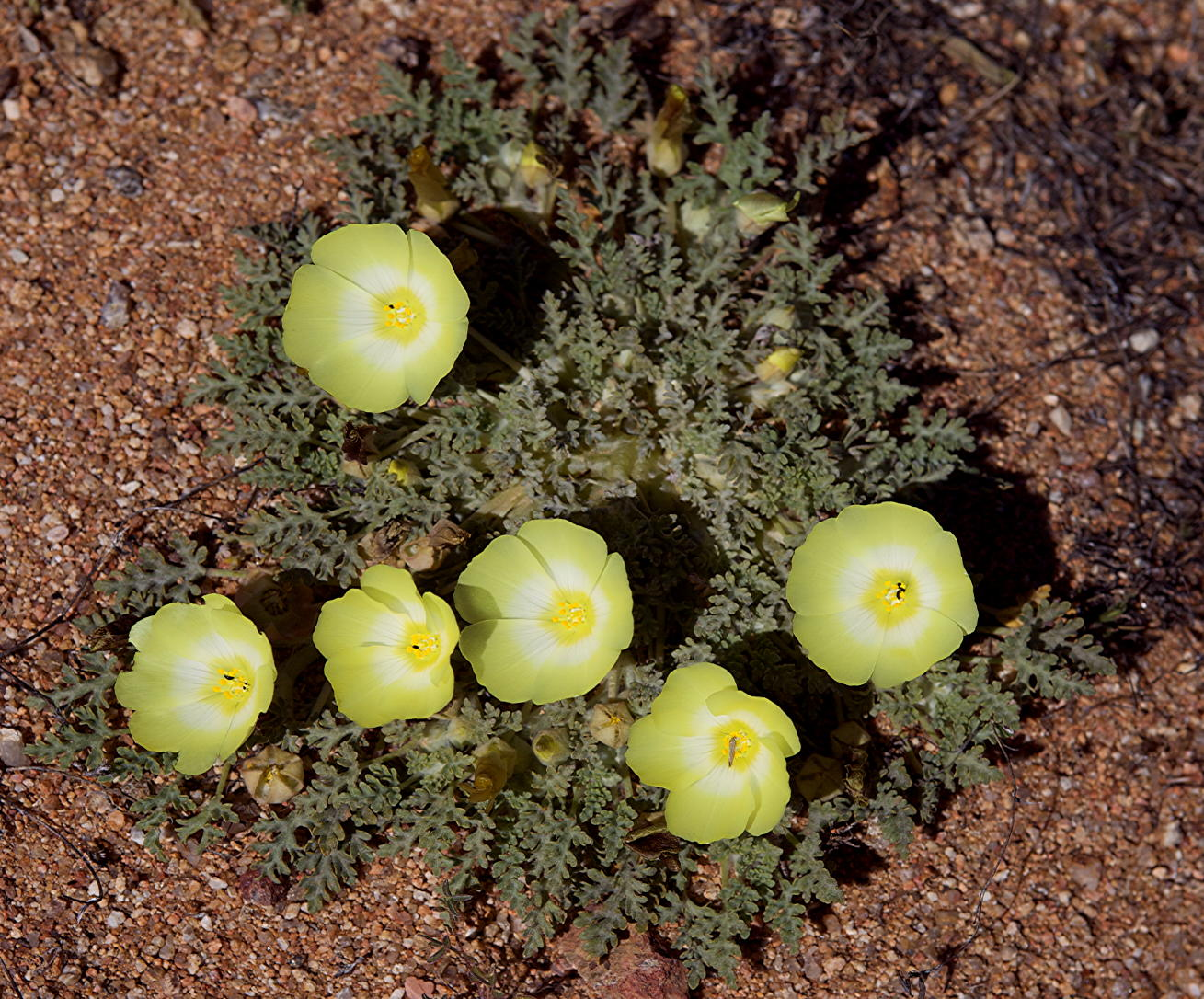
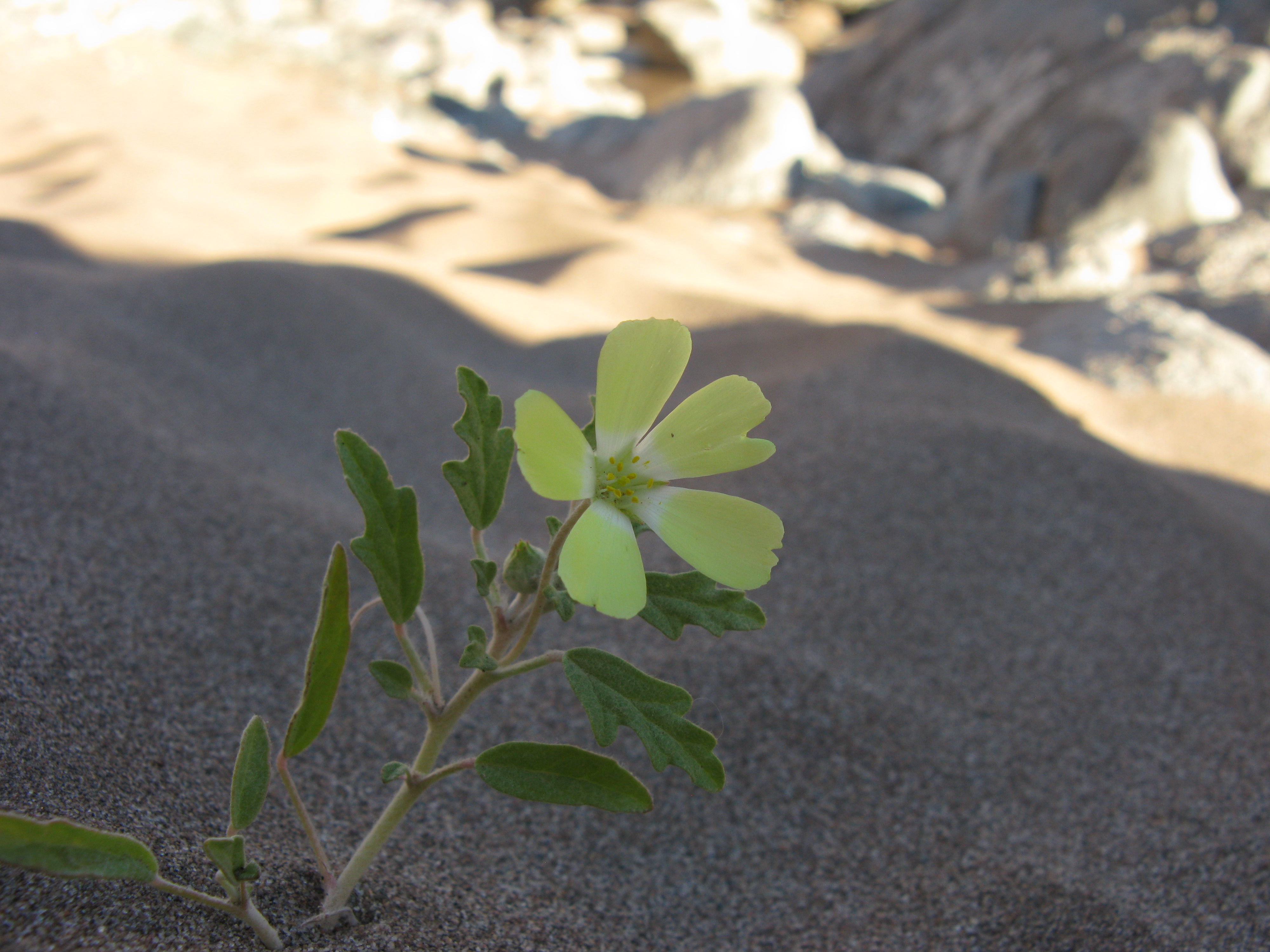
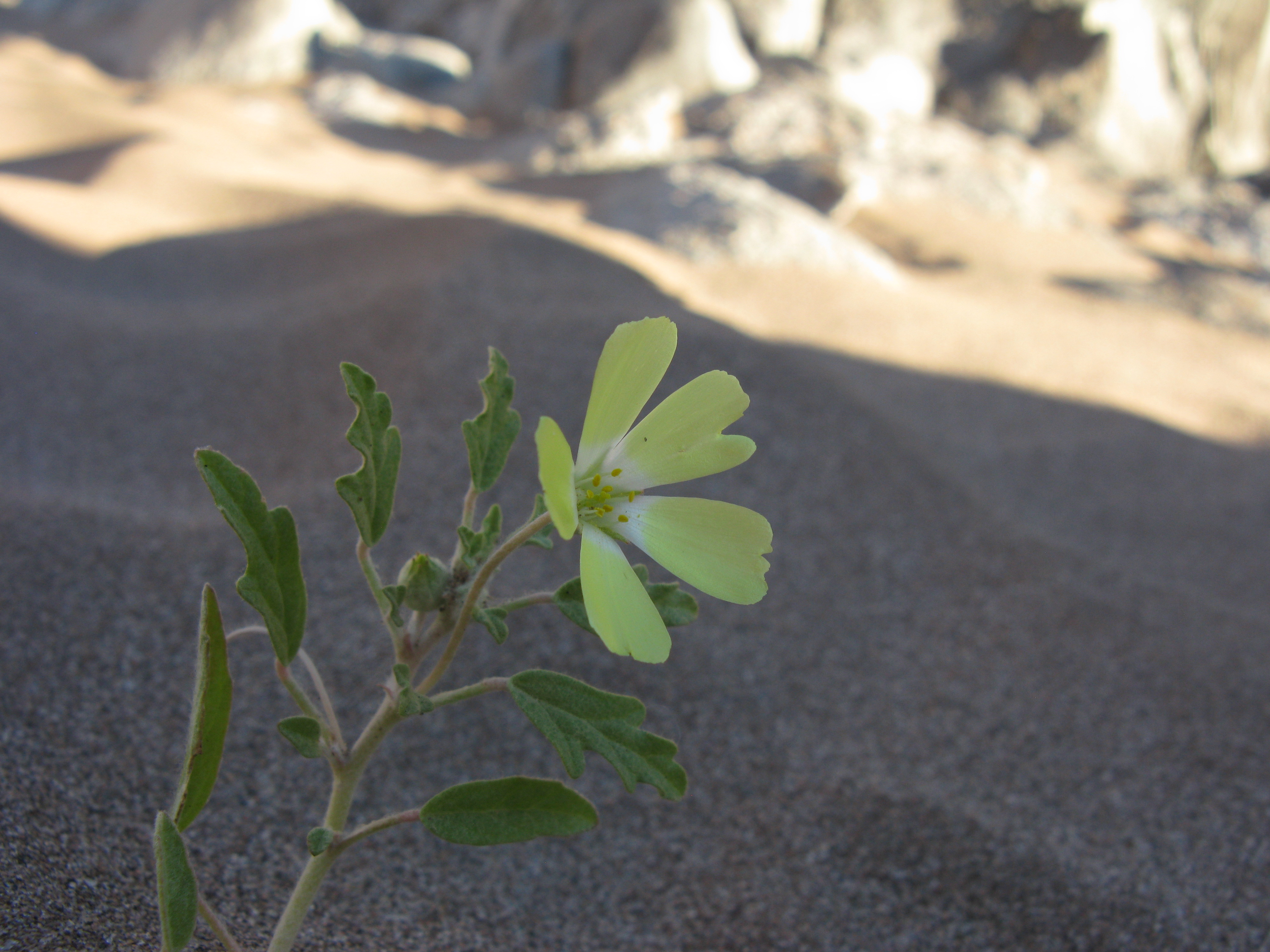
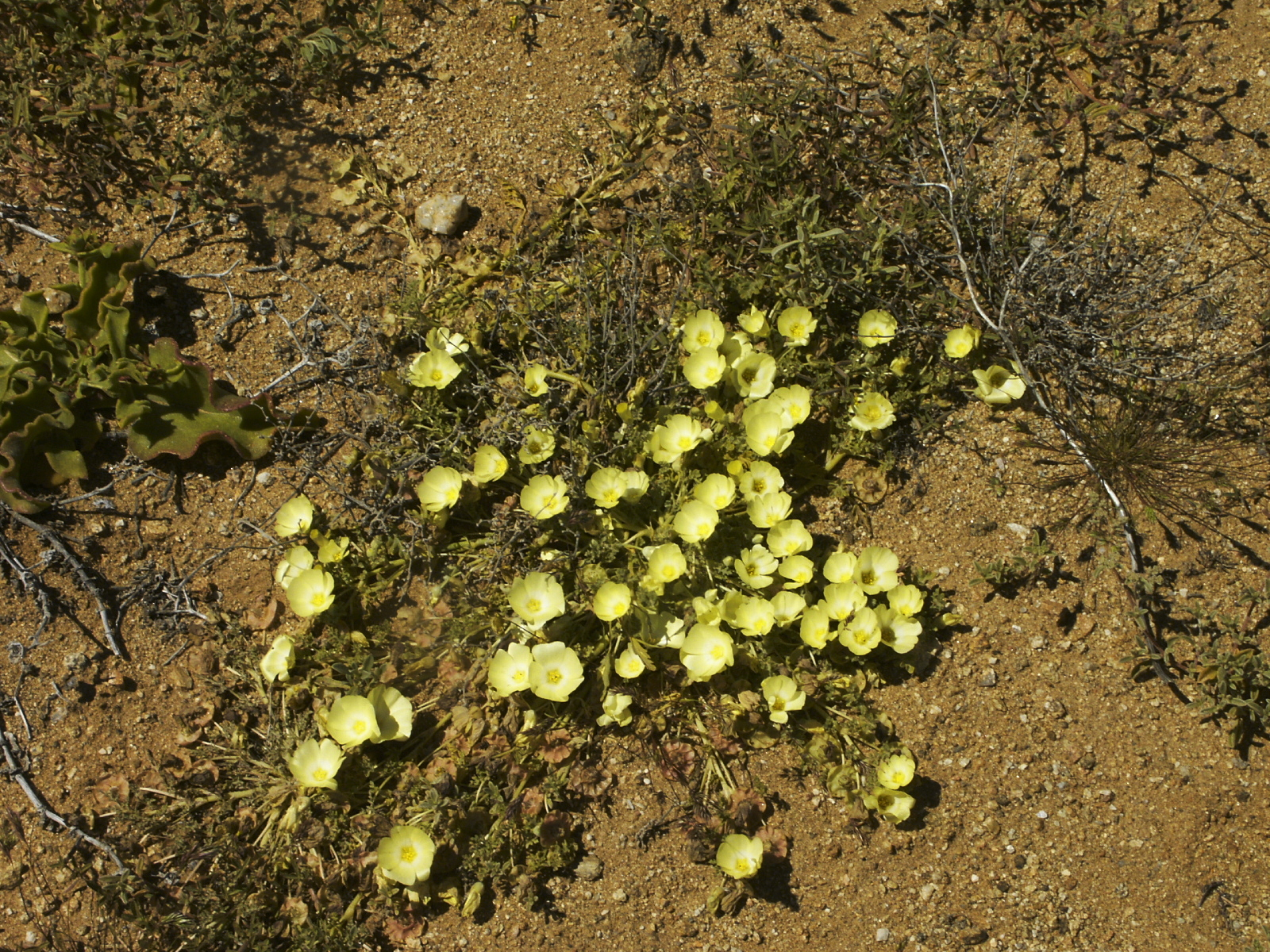